# リクルートホールディングス
株式会社リクルートホールディングス（英: Recruit Holdings Co.,Ltd.）は、東京都千代田区丸の内に本社を置く、求人広告、人材紹介、人材派遣、販売促進、ITソリューションなどのサービスを手掛ける世界最大のコングロマリット企業。海外売上高比率は50%以上。日経平均株価およびTOPIX Core30、JPX日経インデックス400の構成銘柄の一つ。
本記事では（企業グループとしての）リクルートグループ全般、ならびにその沿革についても説明する。

## 概要
東京大学在学中の江副浩正によって創立された。主に人材派遣、販促メディア、人材メディア、ITソリューションを提供している。近年はITを駆使した事業分野に大幅に注力している。社員全員が参加できる新事業コンペを導入し、自由に事業を起こすことができる社風であるという。出版する情報誌からフリーター、就職氷河期、ガテン系などの流行語が生まれている。社員には独立して起業する人物が多く、大手企業にも関わらず定年まで勤め上げる人は少ないと言われている。
1988年の、戦後最大級の疑獄事件ともいわれたリクルート事件の後、会社としての信用失墜と共に、バブル景気の崩壊に伴い、マンション・不動産事業の子会社リクルートコスモスや、金融子会社のファーストファイナンスなどの不良資産問題が顕在化した。グループ全体が窮地に追い込まれていった。1992年6月大手スーパー・ダイエーへ保有株式が譲渡され、同社の系列下に入ったが、ダイエーグループの業績悪化などにより2000年ごろに離脱している。ダイエーグループ入りの際、ダイエーは「物言わぬ株主」に徹する代わりに、負債の肩代わりはしないとの立場を採った。このため、リクルートはダイエーより来た高木邦夫の下、バブル期の不動産やノンバンク事業の失敗で94年3月期に約1兆4000億円あった有利子負債を自力で完済した。
現在はどの企業グループにも属していない。すなわち、親会社が存在しない独立系企業として、サービス業としての中立性を維持しながら事業展開をしている。
2018年4月1日には、グループ組織再編を行い、HRテクノロジー事業、メディア&ソリューション事業（現・マッチング&ソリューション事業）、人材派遣事業の3つの戦略ビジネスユニットを新たに構成するとともに、それぞれの事業統括会社を設立した（再編後のグループ体制は#リクルートグループを参照）。
2021年4月1日、株式会社リクルートと事業会社7社が統合。新生株式会社リクルートとなる。

## 沿革
- 1960年
  - 3月 - 江副浩正が、東京大学の学生新聞である「東京大学新聞」の広告代理店「大学新聞広告社」として創業[19]。
  - 10月 - 会社組織として「株式会社大学広告」を設立し、「大学ニュース」（後の「調査月報」）を創刊。
- 1962年 -  大学生向け就職情報誌「企業への招待」（後のリクルートブック）を創刊。
- 1963年
  - 4月 - 商号を「株式会社日本リクルートメントセンター」に変更。
  - 8月 - 事業内容の変化・拡大に伴い、組織形態の変更を目的に、株式会社日本リクルートセンターを設立。
  - 8月 - 「リクルートメント」（後の月刊リクルート）、「就職先しらべ」を創刊。
- 1966年
  - 3月 - 就職指導専門誌「プレースメント」創刊。
  - 3月 - 貸机業の子会社である株式会社日本ビジネスセンターを設立。
- 1968年
  - 3月 - 映画事業開始。
  - 6月 - 大学生向け月刊就職情報誌「就職ジャーナル」創刊。
- 1969年
  - 5月 - 教育事業部発足、教育機器「ステップコーダー」を開発・販売。
  - 6月 - 株式会社日本リクルート映画社（現・株式会社コスモスイニシア）を設立。
- 1970年9月 - 「リクルート進学ブック」（後のスタディサプリ進路 進学事典）を創刊。
- 1971年5月 - 株式会社リクルートコンピュータプリント（後の株式会社リクルートコミュニケーションズ）を設立。
- 1972年
- 4月 - 中途採用専門誌「就職情報」創刊。
  - 5月 - 研修および営農による収益を目的に有限会社リクルートファームを設立。
  - 11月 - 「リクルートタイムズ」創刊。
- 1976年
  - 1月 - 「住宅情報（現・SUUMO新築マンション）」創刊。
  - 3月 - 株式会社細野高原牧場（後の有限会社安比高原牧場）を設立。
  - 5月 - 株式会社日環サービス（後の大和ライフネクスト株式会社）を設立。
  - 9月 - 財団法人江副育英会が発足。
- 1977年
  - 2月 - 盛岡グランドホテルの経営を取得。
  - 4月 - 金融業の子会社ファーストファイナンス株式会社を設立。
  - 11月 - 人材斡旋事業準備室が独立し、株式会社人材情報センター（後の株式会社リクルートキャリア）を設立。
  - 11月 - 中途採用事業部が独立し、株式会社就職情報センターを設立。
- 1979年2月 - 株式会社ホテルデン晴海（後の株式会社コスモスホテル開発）を設立。
- 1980年
  - 2月 - 女性のための転職情報誌「とらばーゆ」を創刊。
  - 6月 - リクルート健康保険組合を設立。
  - 8月 - 株式会社採用企画センターを設立。
  - 11月 - 安比総合開発株式会社（現・株式会社岩手ホテルアンドリゾート）を設立。
- 1982年
  - 2月 - 技術者向け求人情報誌「ベルーフ」創刊。
  - 4月 - 初の海外現地法人「Young Tour Europe INC」を設立。
  - 5月 - リクルートスキーチーム発足。
  - 10月 - 株式会社リクルートフロムエー（後の株式会社リクルートジョブズ）を設立。
  - 11月 - アルバイト求人情報誌「FromA（フロム・エー）」（現 「フロム・エー ナビ」）創刊。
- 1983年
  - 3月 - 「不動産流通物件総覧」創刊。
  - 4月 - 映像事業部が独立し、株式会社リクルート映像（後の株式会社ジュピタービジュアルコミュニケーションズ）を設立。
  - 7月 - 「リクルートカレッジマネジメント」創刊。
  - 11月 - 家を建てる人、建て替える人の情報誌「ハウジング情報」（現・「HOUSING」）を創刊。
- 1984年
  - 4月 - 商号を株式会社リクルートに変更。
  - 4月 - 株式会社就職情報センターが株式会社リクルート情報出版（後にリクルートと合併）に社名変更。
  - 4月 - 調査部が独立し、株式会社日本リクルートセンター（後の株式会社リクルートリサーチ）を設立。
  - 7月 - 海外旅行情報誌「エイビーロード」を創刊。
  - 10月 - 中古車売買の専門情報誌「カーセンサー」を創刊。
- 1985年
  - 1月 - 「G7ギャラリー」オープン。
  - 2月 - RECRUIT U.S.A. Incを設立。
  - 2月 - 日本経済新聞社と共同出資で、株式会社マップデータを設立。
  - 4月 - ヤングツアー事業部と海外事業部が統合し、株式会社リクルートインターナショナルを設立。
  - 4月 - 社内クラブ「シーガルハウス」オープン。
  - 9月 - 株式会社九州リクルート企画を設立。
- 1986年
  - 1月 - シーガルハウスなどの経営を行う株式会社シーガルプランニングを設立。
  - 7月 - 株式会社神戸製鋼所との合弁会社株式会社アークシステムを設立。
  - 9月 - 株式会社リクルート情報出版を吸収合併。
  - 12月 - 書籍出版部門が独立し、株式会社リクルート出版（後の株式会社メディアファクトリー）を設立。
- 1987年
  - 1月 - 株式会社シーズスタッフ（現・株式会社リクルートスタッフィング）を設立。
  - 7月 - リクルート厚生年金基金を設立。
  - 7月 - RECRUIT EUROPE LTD．を設立。
  - 9月 - リクルート国際バン株式会社を設立。
  - 10月 - リクルートダンスクラブ発足。
- 1988年
  - 1月 - 江副浩正が代表取締役会長、位田尚隆が代表取締役社長に就任。
  - 1月 - 「就職情報」と「ベルーフ」の統合により「B-ing」を創刊。
  - 5月 - ソフトウェア情報誌「パッケージソフト」を創刊。
  - 6月 - 川崎市助役へのリクルートコスモス株譲渡報道（リクルート事件が発覚）
  - 6月 - 江副浩正が会長を辞任し、相談役に就任。
  - 12月 - 江副浩正が相談役を辞任。
- 1989年
  - 5月 - グラフィックデザイン誌「クリエイション」創刊。
  - 10月 - 人事測定事業部が独立し、株式会社人事測定研究所（現・株式会社リクルートマネジメントソリューションズ）を設立。
  - 11月 - リクルート野球部を発足。
  - 12月- 「クリエイションギャラリーG8」オープン。
- 1990年
  - 1月 - 旅行関連情報誌「じゃらん」と学び情報誌「ケイコとマナブ」を創刊。
  - 1月 - マンションリフォームの子会社株式会社コスモスモアを設立。
  - 2月 - 障害者雇用のための特例子会社株式会社リクルートプラシス（現・株式会社リクルートオフィスサポート）を設立。
  - 3月 - ビル事業部が独立し、株式会社リクルートビルマネジメント（現・株式会社ザイマックス）を設立。
  - 5月 - 株式会社中四国リクルート企画を設立。
  - 6月 - 技術者のための「テクノロジービーイング」創刊。
  - 7月 - リクルートとリクルートフロムエーの出資による音楽出版会社、株式会社ミュージック・マインを設立。
  - 12月 - 東京都渋谷区に「ガーディアン・ガーデン」をオープン。
- 1991年
  - 8月 - 株式会社リクルートエリアネットケイ、株式会社リクルートエリアネットエスを設立。
  - 8月 - 職にこだわる人のための仕事情報誌「ガテン」創刊。
- 1992年6月 - 江副浩正から株式会社ダイエーがリクルート株式（約35.2％）を購入。中内㓛が代表取締役会長に、高木邦夫氏が常務取締役に就任。
- 1993年
  - 3月 - 株式会社リクルートエリアネット西東京（現・株式会社オールアバウト）を設立。
  - 5月 - 結婚関連情報誌「ゼクシィ」を創刊。
- 1994年
  - 4月 - 「赤ちゃんのためにすぐ使う本」をムックとして発刊（後の雑誌「赤すぐ」）。
  - 4月 - 「ダ・ヴィンチ」を創刊。
  - 7月 - 株式会社リクルート北海道じゃらんを設立。
  - 11月 - 「生活情報360°」（Hot Pepper（ホットペッパー）の前身）を創刊。
- 1995年
  - 3月 - ウェブサイト「Mix Juice」（現・ISIZE）をリリース。
  - 3月 - PHSの企画会社のアステルに資本参加。
  - 5月 - 金融情報誌「あるじゃん」を創刊。
- 1996年
  - 2月 - ウェブサイト「RECRUIT BOOK on the NET」（現・リクナビ）を開始。
  - 4月 - ウェブサイト「Digital B-ing」（現リクナビNEXT）を開始。
  - 6月 - 任天堂と合弁で、ゲームソフト開発支援企業株式会社マリーガルマネジメントを設立。
  - 11月 - パーフェクTV「学びCHANNEL」を開局。
- 1997年
  - 2月 - 音楽雑誌「ザッピィ」、独立起業情報誌「アントレ」を創刊。
  - 6月 - 位田尚隆代表取締役社長が取締役相談役に、河野栄子代表取締役副社長が代表取締役社長に就任。
- 1998年
  - 4月 - 株式会社リクルート人材センターと株式会社関西リクルート人材センターが合併し、株式会社リクルートエイブリック（後の株式会社リクルートキャリア）を設立。
  - 9月 - 「ダ・ヴィンチ」「じゅげむ」「ザッピィ」を株式会社メディアファクトリーに営業譲渡。
  - 9月 - 株式会社東海カーセンサー（現・株式会社リクルート東海カーセンサー）、株式会社リクルートイサイズトラベルを設立。
  - 11月 - アルバイト情報誌「タウンワーク」を創刊。
- 1999年
  - 6月 - 任天堂と合弁でテレビモニタとゲーム機を利用した会員制ネットワークビジネスを行う株式会社ランドネットディディを設立。
  - 6月 - 株式会社北海道カーセンサー（現・株式会社リクルートカーセンサー）と株式会社九州カーセンサー（現・株式会社リクルート西日本カーセンサー）を設立。
  - 7月 - 株式会社ベルシステム24と合弁で、テレマーケティング企画会社株式会社アール・ベル・コミュニケーションズを設立。
- 2000年
  - 6月 - 株式会社西東京リクルートをAbout.com Inc.の出資により株式会社リクルート・アバウトドットコム・ジャパン（現・株式会社オールアバウト）に合弁化。
  - 7月 - グルメなど日常生活に密着した生活情報誌「Hot Pepper」を創刊。
  - 8月 - 株式会社リクルートフロムエーキャスティングを設立。
  - 10月 - 資本提携により、プロメトリック株式会社をアール・プロメトリック株式会社（現・プロメトリック株式会社）に変更。
  - 宿泊施設のオンライン予約サービス「ISIZEトラベル」（現 じゃらんnet）をリリース。
- 2001年4月 - 株式会社リクルート・エックス（現・株式会社リクルートエグゼクティブエージェント）を設立。
- 2002年
  - 2月 - 中内功名誉会長が退任。
  - 4月 - 株式会社リクルートメディアコミュニケーションズ（後の株式会社リクルートコミュニケーションズ）を設立。
  - 4月 - トヨタ自動車株式会社と合弁で株式会社オージェイティー・ソリューションズ（現・株式会社 OJTソリューションズ）を設立。
- 2003年
  - 1月 - 株式会社岩手ホテルアンドリゾートを加森観光株式会社に経営譲渡。
  - 6月 - 株式会社リクルートHRマーケティング、株式会社リクルートHRマーケティング関西、株式会社リクルートHRマーケティング東海を設立。
  - 6月 - 河野栄子代表取締役社長が会長兼CEOに、柏木斉常務執行役員が代表取締役社長兼COOに就任。
- 2004年
  - 2月 - リクルートとヤフー株式会社が合弁で、サイトを通じて短期・緊急性の高い仕事について企業と個人のマッチングを行う会社株式会社インディバルを設立。
  - 4月 - 河野栄子代表取締役会長が取締役会長兼取締役会議長に、柏木斉代表取締役社長が兼CEOに就任。
  - 7月 - フリーマガジン「R25」を創刊。
  - 8月 - 上海龍翔広告有限会社との合弁で上海瑞可利广告有限公司を設立。
  - 10月 - 株式会社リクルートキャリアコンサルティングを設立。
- 2005年
  - 3月 - 株式会社シーエーシー情報サービス（現・株式会社リクルートスタッフィング情報サービス）を子会社化。
  - 7月 - 株式会社日本医療情報センター（現・株式会社リクルートメディカルキャリア）を子会社化。
  - 8月 - 三井物産の合弁で、株式会社アールスリー・ヘルスケア・プランニングを設立。
  - 9月 - 「カーセンサーEDGE」を創刊。
  - 9月 - 株式会社メディアシェイカーズを設立。
  - 株式会社広報社（現・株式会社リクルート北関東マーケティング）を子会社化。
- 2006年
  - 1月 - 株式会社リクルートスタッフィング シティーズを設立。
  - 2月 - 株式会社プロアウト（現・株式会社リクルートR&Dスタッフィング）を設立。
  - 3月 - 株式会社三洋ヒューマンネットワークを子会社化。
  - 3月 - 株式会社ホームプロを子会社化。
  - 4月 - 株式会社九州リクルート企画、及び株式会社中四国リクルート企画を吸収合併。
  - 4月 - 対面型の就職・転職活動支援サービス「就職Shop」を神奈川県横浜市に開設。
  - 5月 - 株式会社リクルートインキュベーションパートナーズを設立。
  - 8月 - 株式会社リクルートスタッフィング、日本人材センター株式会社（後のリクルートスタッフィング静岡、リクルートスタッフィングシティーズ）を子会社化。
  - 11月 - 株式会社ゆこゆこを子会社化。
  - 11月 - 「L25」創刊。
  - 12月 - フジテレビジョンと合弁で、株式会社コネテレを設立。
  - 株式会社リクルートコミュニケーションエンジニアリングを設立。
  - 中国に”亜潤投資管理諮詢（上海）有限公司（現・上海艾杰飛人力資源有限公司）”を設立。
- 2007年
  - 1月 - 三井物産と資本・業務提携。
  - 1月 - 電通と資本・業務提携。
  - 3月 - 株式会社ジョブダイレクトを子会社化。
  - 3月 - 株式会社リクルートスタッフィング、株式会社キャリアメイツを子会社化。
  - 4月 - 金融情報誌「あるじゃん」事業を株式会社オールアバウトに譲渡。
  - 4月 - 株式会社リクルートスタッフィング静岡と株式会社リクルートスタッフィングシティーズが統合。
  - 4月 - 株式会社セプトの中古車情報誌「カッチャオ」事業を承継する新会社（現・株式会社リクルート西日本カーセンサー）を子会社化。
  - 4月 - 株式会社ブログウォッチャーを設立。
  - 4月 - 電通と合弁で、株式会社ドラムを設立。
  - 4月 - オンライン予約サービス「HotPepper Beauty」をリリース。
  - 6月 - 株式会社シーナッツを設立。
  - 9月 - 株式会社フロムエーキャリアを設立。
  - 11月 - 「タウンワーク社員」創刊。
  - 11月 - 日本テレビとの業務提携および資本提携。
  - 12月27日 - ユメックスHD株式会社を子会社化。
  - 12月28日 - 株式会社スタッフサービス・ホールディングスを子会社化。
- 2008年
  - 1月 - 株式会社リクルートエージェント、シーディエスアイ株式会社（現・RGFタレントソリューションズ株式会社）を子会社化。
  - 1月 - 東京都千代田区丸の内一丁目9番2号グラントウキョウサウスタワーヘ本社機能を移転。
  - 3月 - チラシ宅配サービス「タウンマーケット」開始。
  - 4月 - 株式会社リクルートゼクシィナビ、株式会社リクルートスタッフィングクラフツを設立。
- 2009年
  - 3月 - 東京地方裁判所にてリクルート社員の労災認定。（リクルート過労死裁判）[21]
  - 4月 - 株式会社働きがいのある会社研究所を設立。
  - Good Job Creation (Asia) Ltd. （現・RGF HR Agent Hong Kong Limited）を子会社化。
  - 10月 - 株式会社リクルート沖縄じゃらん（現・株式会社リクルートライフスタイル沖縄）を設立。
- 2010年
  - 7月 - The CSI Companies, Inc.を子会社化。
  - 7月 - クーポン共同購入サイト「ポンパレード」を開始。
  - 9月 - オイシックスと合弁で株式会社ごちまるを設立。
  - 11月 - 株式会社ニジボックスを設立。
- 2011年
  - 6月 - Oak Pacific Holdingsと合弁で株式会社ビズアイキューを設立。
  - 6月 - インドにRGF HR Agent India Private Limited（現・RGF Select India Private Limited）を設立。
  - 8月 - ベトナムにRGF HR Agent Vietnam Co., Ltd.を設立。
  - 10月 - 米国における人材派遣事業を拡大するため、STAFFMARK HOLDINGS, INC. の株式を取得（子会社化）。
  - 10月 - 大学受験勉強を支援するオンライン学習サービス「受験サプリ」（現・スタディサプリ）をリリース。
  - 12月 - 北米における人材派遣事業を拡大と欧州における人材派遣事業に進出を目的に、アメリカAdvantage Resourcing America, IncとオランダAdvantage Resourcing Europe B.V.の株式取得（子会社化）。
- 2012年
  - 4月 - 柏木斉代表取締役社長兼CEOが取締役相談役に、峰岸真澄取締役兼専務執行役員が代表取締役社長兼CEOに就任。
  - 6月 - ビューティーサロン向けのクラウド型オンライン予約管理システム「SALON BOARD」をリリース。
  - 10月1日 - 会社分割による持株会社体制へ移行し、株式会社リクルートホールディングスに商号変更[22]。併せて、当社ならびにグループ会社のコーポレートロゴ（リクルートロゴ）を現在のものに変更[23]。
  - 10月 - 人材メディア事業を海外展開するため、世界各国で求人情報検索サイトを運営するIndeed, Inc. の株式を取得[24]。
- 2013年
  - 3月 - 株式会社リクルートライフスタイル、ショッピングモール事業「ポンパレモール」を開始。
  - 4月 - Bo Le Associates Group Limitedの株式を取得し完全子会社化。
  - 8月 - NuGrid Consulting Private Limited（後のRGF Executive Search India Private Limited）を完全子会社化。
  - 10月 - 米国で中古不動産情報サイトを運営するMovoto LLCを子会社化。
  - 11月 - SaaSベースのPOSレジアプリ「Airレジ」をリリース。
- 2014年
  - 1月 - RGF HR Agent Recruitment (Thailand) Co., Ltd.を設立。
  - 4月 - 合同会社RGIPを設立。
  - 4月 -生きた英語をいつでもどこでも身につけられる「英会話サプリ」、プロ料理人が教えてくれるレシピ「料理サプリ」をリリース。
  - 10月16日 - 東京証券取引所市場第一部に上場[2]。
  - 12月 - 株式会社リクルートペイメントを設立。
- 2015年
  - 1月 - オーストラリアの人材派遣会社Peoplebank Holdings Pty Ltdを子会社化。
  - 3月 - ドイツで飲食店予約サイトを展開するQuandoo GmbHの株式を取得し子会社化。
  - 4月 - 企業向けITの導入検討をする方とIT製品メーカーとのマッチングを行なう会員サイト「キーマンズネット」をアイティメディア株式会社に譲渡。
  - 4月 - オーストラリアにおける人材派遣事業を拡大するため、Chandler Macleod Group Limitedを子会社化。
  - 5月 - 欧州で美容オンライン予約サービス「Wahanda（ワハンダ）」を展開するHotspring Ventures Limitedを子会社化。
  - 6月 - 英国連結子会社Hotspring Ventures Limitedが、欧州で美容オンライン予約サービス「Treatwell」を展開するTreatwell Holdings B.V.を子会社化。
  - 11月 - 「Airペイ」をリリース。
  - Recruit Institute of Technology（現・Megagon Labs）を設立。
- 2016年6月 - 欧州における人材派遣事業を拡大するため、USG People Holdings B.V.（現・RGF Staffing B.V.）の株式取得。
- 2017年
  - 6月 - 旅行業界におけるレビューマネジメントシステムを展開。TrustYou GmbHを子会社化。
  - 8月 - Indeed、採用時のアセスメントサービス『Interviewed』を提供するPrehire, Inc.を買収。
- 2018年
  - 4月 - メディア&ソリューション事業を株式会社リクルートアドミニストレーションに会社分割するとともに、同社の商号を株式会社リクルートに変更[25]。 同月グループをHRテクノロジー、メディア＆ソリューション、人材派遣の3つのセグメント別に再編。
  - 4月 - シフト管理サービス「Airシフト」をリリース[26]。
  - 5月 - Glassdoor Inc.を子会社化。
- 2019年
  - 4月 - 株式会社リクルートマーケティングパートナーズが運営する、保育園と保護者をつなぐコミュニケーションサービス「キッズリー」および幼稚園・保育園向けICTシステム「コモシル」を株式会社フレーベル館に譲渡。
  - 7月 - 100％子会社であるIndeed Ireland Operations Limitedを通じて、Blackstone Point LTDの発行済全株式を取得。
  - 12月 - ペットに関するお困りごとをWebでいつでも専門家に相談できるサービス「ペッツオーライ」を株式会社ドリームインキュベータの子会社であるペッツオーライ株式会社に譲渡。
- 2020年 - 面接と採用に特化したオンライン面接プラットフォーム「Indeed Interview」をリリース。
- 2021年
  - 3月 -  Indeed上で採用プロセスを完結できるソリューション「Indeed Hiring Platform」をリリース。
  - 4月 - 峰岸真澄代表取締役社長兼CEOが代表取締役会長兼取締役会議長に、出木場久征取締役副社長執行役員兼COOが代表取締役社長兼CEOに就任。
  - 4月 - 株式会社リクルートが事業会社7社（株式会社リクルートキャリア、株式会社リクルートジョブズ、株式会社リクルート住まいカンパニー、株式会社リクルートマーケティングパートナーズ、株式会社リクルートライフスタイル、株式会社リクルートコミュニケーションズ、株式会社リクルートテクノロジーズ）を吸収合併。
  - 12月 - COIN＋搭載の「エアウォレット」をリリース[27]
  - 全機能無料、採用HPの無料作成、Indeedへの転載、応募者管理ができる採用管理システム「Airワーク 採用管理(ATS)」をリリース
- 2022年
  - 4月 - 株式会社リクルート東海カーセンサーと株式会社リクルート西日本カーセンサーを株式会社リクルートカーセンサーに吸収合併。
  - 4月 - 株式会社ヒューマンキャピタルテクノロジーを株式会社リクルートに吸収合併。
  - 4月 - 企業クライアント向けの売上収益早期現金化サービス「Airキャッシュ」をリリース[28]。
  - 4月 - 東京証券取引所の市場区分の見直しにより東京証券取引所市場第一部からプライム市場へ移行
  - 7月 - グラントウキョウサウスタワー（東京都千代田区丸の内1丁目9番2号）へ本店所在地を変更。
  - 7月 - スマホひとつで支払いもできる請求書管理サービス「Airインボイス」をリリース[29]。
- 2023年
  - 4月 - 株式会社リクルート北関東マーケティングを株式会社リクルートに吸収合併。
  - 7月 - リクルートグループのGlassdoorをリブランディングし「Glassdoor Community」をリリース
- 2024年
  - 1月 - 株式会社リクルートストラテジックパートナーズを株式会社リクルートに吸収合併。
  - 1月 - 求人配信プラットフォーム「Indeed PLUS」を日本市場でリリース
  - 4月 - 株式会社リクルート北海道じゃらんを株式会社リクルートに吸収合併。
- 2025年
  - 4月 - 株式会社リクルートのHR領域に係る事業の一部及びHR関連の子会社事業等と、HR領域のソフトウェアに係る研究開発事業を株式会社インディードリクルートパートナーズと株式会社インディードリクルートテクノロジーズに移管

## リクルートグループ

### HRテクノロジー事業
- RGF OHR USA ,inc. - HRテクノロジー事業の統括会社
  - Indeed, Inc. - アグリゲート型求人情報専門検索エンジンサイト『Indeed』の運営。
    - Indeed Japan株式会社
    - Indeed Technologies Japan株式会社
    - 株式会社インディードリクルートテクノロジーズ
    - Indeed Ireland Operations Limited. - アメリカ合衆国または日本以外に所在する求職者への『Indeed』の提供ほか
    - Indeed Brasil Pesquisa de Empregos Ltda.
    - Indeed India Operations (Pte.) Ltd.
    - Indeed Singapore Operations (Pte.) Ltd.
    - Indeed UK Operations Ltd.
    - Indeed France SAS
    - Indeed Canada Corp.
    - Indeed Italy S.r.l.
    - Indeed Deutschland GmbH
    - Indeed Flex, Inc.
    - Indeed Hire, Inc.

  - Glassdoor, Inc. - 口コミ情報を掲載する求人情報検索サイト『Glassdoor』の運営。
  - 株式会社インディードリクルートパートナーズ
    - 株式会社リクルートエグゼクティブエージェント - 経営者・経営幹部・エグゼクティブ人材に特化した人材紹介
    - 株式会社リクルートメディカルキャリア - 医師・薬剤師転職支援事業、医師・薬剤師採用支援事業
    - 株式会社リクルートキャリアコンサルティング - 再就職支援事業、キャリア自律支援事業
    - 株式会社リクルートマネジメントソリューションズ - アセスメント・トレーニング・コンサルティング・HRアナリティクスを活用した、人材採用・人材開発・組織開発・制度構築における課題解決の支援。
      - 働きがいのある会社研究所 - 「働きがいのある会社」に関する調査。
- HR Tech Funding Service Limited
- RGF ASSET MANAGEMENT LIMITED - グループ内資金の運用業務
- RGF TREASURY SERVICES LIMITED

### マーケティング・マッチング・テクノロジー事業
- 株式会社リクルート - 日本国内のHR・販促事業及びグローバル斡旋・販促事業をおこなう事業会社
  - 株式会社シーナッツ - 旅行会社・ネット販売会社から宿泊施設向けの予約通知データの送受信サービス、及び宿泊施設の残室・プラン統合管理サービス事業
  - 株式会社ニジボックス - サービスプロデュース事業
  - 株式会社ブログウォッチャー - ユーザープロファイルを活用したライフログ事業、サーチヒストリーを元にした行動分析およびサイト構築によるソリューション事業
  - 株式会社ホームプロ - リフォーム会社紹介サイト「ホームプロ」の運営
  - 株式会社リクルートMUFGビジネス - 三菱UFJ銀行との合弁企業、バーコード決済サービスの提供
  - 株式会社リクルートオフィスサポート - リクルートグループの特例子会社。リクルートグループ各社に対する各種サービスの提供
  - 株式会社リクルートカーセンサー - 『カーセンサー』北海道および、一部関東エリアの営業、広告制作事業
  - 株式会社リクルートゼクシィなび - 国内外の結婚式場やウエディングアイテムなどの紹介事業
  - 株式会社リクルートペイメント - 決済事業
  - 株式会社リクルートライフスタイル沖縄 - 株式会社リクルートが運営するサービスの沖縄エリアにおけるマーケティング事業
  - RGFタレントソリューションズ株式会社 - 日本におけるエグゼクティブの人材紹介
  - Megagon Labs, Inc. - リクルートAI研究所
  - RGF International Recruitment Holdings Limited（旧・RGF Hong Kong Limited） - アジアを中心とした人材斡旋事業
    - RGF HR Agent Hong Kong Limited
    - RGF Talent Solutions Singapore Pte. Ltd
    - RGF SELECT INDIA PRIVATE LIMITED
    - RGF HR AGENT VIETNAM CO., LTD
    - PT. RGF Human Resources Agent Indonesia
    - RGF HR Agent Recruitment（Thailand）Co., Ltd
    - RGF HR Agent Eastern Seaboard Recruitment Co., Ltd.
    - RGF Human Resource Consulting Shanghai Co., Ltd.
    - RGF Human Resource Consulting Shanghai (Tianjin)  Co., Ltd.
    - RGF Human Resource Consulting Shanghai (Dalian)  Co., Ltd.
    - RGF Human Resource Consulting Shanghai (Guangzhou)  Co., Ltd.
    - RGF Human Resource Consulting Shanghai (Shenzhen)  Co., Ltd.
    - RGF Select India Private Limited

  - RYK Capital Partners Limited
  - RSP Investments, LLC - 国内外の有望なスタートアップやベンチャー企業への投資を行う組織
  - Quandoo GmbH - レストラン予約及びマネジメントプラットフォーム『Quandoo』を運営。
  - Quipper Limited - オンラインラーニングプラットフォーム『Quipper School』とオンライン学習動画サービス『Quipper Video』の運営[30]。
  - 株式会社ANAじゃらんパック
  - OJTソリューションズ - トヨタ自動車との合弁企業。製造現場の改善ソリューション事業。

### 人材派遣事業
- RGF Staffing B.V. - 人材派遣事業の統括会社
  - 株式会社リクルートスタッフィング - 人材派遣事業
    - リクルートスタッフィング情報サービス - IT分野での特定派遣事業。
    - リクルートR&Dスタッフィング
    - リクルートスタッフィングクラフツ - リクルートスタッフィングの特例子会社。手漉き紙による販促物の製作。

  - 株式会社スタッフサービス・ホールディングス - スタッフサービスグループの経営管理。
    - 株式会社スタッフサービス - 人材派遣会社
    - 株式会社テクノ・サービス - 製造業務派遣
    - 株式会社スタッフサービス・オフィスマネジメント - スタッフサービスグループのバックヤード業務支援
    - 株式会社スタッフサービス・ビジネスサポート - 特例子会社。スタッフサービスグループの事務処理業務
    - 株式会社スタッフサービス・クラウドワーク

  - RGF Staffing France SAS - フランスを中心に多様な人材サービスを提供するStart Peopleを運営
  - RGF Staffing Germany GmbH - ドイツにて多様な人材サービスを提供するUniqueを運営
  - RGF Staffing the Netherlands B.V. - オランダにて多様な人材サービスを提供するRGF Staffingを運営
  - RGF Staffing UK Limited - 英国にて多様な人材サービスを提供するRGF Staffingを運営
  - Unique NV - ベルギーにて人材サービスを展開
  - Staffmark Group, LLC - 米国にて軽作業領域を中心に派遣事業を展開する人材派遣会社
  - The CSI Companies, Inc. - 米国フロリダ州ジャクソンビルを拠点に、財務・経理、ヘルスケア、プロフェッショナル、テクノロジーの4事業領域を中心に人材サービスを提供する人材派遣会社
  - Chandler Macleod Group Limited - オーストラリアを中心としたAPACにおいて多様な人材サービスやアウトソーシングを展開する人材派遣会社
  - Start Holding B.V.
  - Staffmark Investment, LLC
  - Peoplebank Australia Ltd
  - RGF STAFFING APEJ PTY LTD
  - RGF STAFFING MELBOURNE TWO PTY LTD

## 主なサービス

### Indeedのウェブサービス
- Indeed  - 求人検索サイト

### Indeed Japanのデジタルサービス
- リクナビ - すべての学生・既卒生を対象にした就職情報サイト[2]
- リクナビNEXT - 社会人のための転職サイト
  - リクナビNEXTジャーナル - キャリアとビジネスのニュース・コラムサイト
- タウンワーク - アルバイト・パート求人情報サイト
- すごい時間割 - 大学生向け時間割アプリ
- はたらいく - 地域密着型求人・転職サイト
- とらばーゆ - 女性のための求人・転職サイト
- フロム・エー ナビ - アルバイト・パート求人情報サイト
- 物流・ドライバー求人サーチ
- リクナビ派遣 - 派遣の仕事の総合サイト
- 履歴書カメラ - 証明写真アプリ
- Airワーク 採用管理
- レジュメ - 職務経歴書の作成アプリ

### インディードリクルートパートナーズのデジタルサービス
- リクルートエージェント - 転職エージェントサービス
- リクルートダイレクトスカウト - ハイクラス・エグゼクティブ限定の会員制転職スカウトサービス
- リクナビ就職エージェント - 新卒の学生（学士／修士／博士）を対象とした就職エージェントサービス
- サンカク - 地方の副業情報サイト
- 就職ジャーナル - 就活情報サイト
- HELPMAN JAPAN - 介護業界の情報サイト
- シフオプ - スタッフの最適配置・最適活用を支援する管理システム
- リクナビHRTech 採用管理 - テクノロジーを活用した採用管理支援サービス
- リクナビHRTech 転職スカウト - テクノロジーを活用した人事業務支援サービス
- Indeed PLUS - 求人配信プラットフォーム

### 株式会社リクルートのデジタルサービス
- SUUMO - 住宅情報サイト[2]、旧・住宅情報ナビ
- ホットペッパーグルメ - グルメ情報、飲食店の検索・予約サイト
- ブッキングテーブル - 飲食店検索サービス
- ホットペッパービューティー - ヘアサロン・リラク&ビューティーサロンの検索・予約サイト
- ホットペッパービューティーワーク - 美容業界向け求人マッチング&ソリューションサービス
- じゃらん - 国内・海外旅行予約サイト[2]
- じゃらんゴルフ - ゴルフ場予約サイト
- ゼクシィ - 結婚式会場、ジュエリー、ドレス、引出物などブライダル情報サイト
- ゼクシィ縁結び - 総合婚活サービス
- ゼクシィBaby - 妊娠・出産・育児の情報サイト
- ゼクシィオンライン招待状　- オンライン招待状・ご祝儀決済サービス
- ゼクシィ内祝い - 内祝い・お祝いの総合ギフトECサイト
- カーセンサー - 中古車情報サイト
- スタディサプリ - プロ講師の授業動画を配信するオンライン学習サービス
- スタディサプリENGLISH - オンライン英会話学習サービス
- スタディサプリ進路 - 大学・短期大学・専門学校の進学情報サイト
- Airマーケット - お店に役立つサービス提案サイト
- 保険チャンネル - 保険比較サイト[31]
- Tempodas - 店舗用の未公開物件の情報サイト[32]
- TABROOM - インテリア・家具情報サイト
- ISIZE - 生活情報・行動支援サイト

### スタッフサービスグループのウェブサービス
- オー人事.net - 事務派遣サイト
- エンジニアガイド - ITエンジニア派遣サイト
- スタッフサービス・メディカル - 看護職・医療職・介護職派遣サイト
- 働くナビ! - 製造業務派遣サイト

### リクルートメディカルキャリアのウェブサービス
- リクルートドクターズキャリア - 医師の求人・転職サイト
- リクナビ薬剤師 - 薬剤師の求人・転職サイト

## 出版

### 情報誌
雑誌（市販）扱いのもの（フリーペーパーは除く）
- SUUMO注文住宅 - 地元のハウスメーカー・工務店情報を地元の人に届ける住宅情報誌。
- ゼクシィ - ブライダル情報誌
- 北海道じゃらん - 北海道旅行情報誌。
- カーセンサー - 中古車売買情報誌
- カーセンサーEDGE - 輸入車を始めとするプレミアムカー情報誌
- Works - リクルートワークス研究所機関誌

#### 過去に発行していた情報誌
- 就職ジャーナル
- FromA - アルバイト求人情報誌
- とらばーゆ
- じゃらん - 国内旅行情報誌。「北海道じゃらん」を除き休刊
- ケイコとマナブ
- HOUSING by suumo（2024年8月号を以て休刊） - 注文住宅情報誌
- 都心に住む by suumo（2001年創刊、2025年2月休刊） - 東京都心部のプレミアム住宅情報雑誌

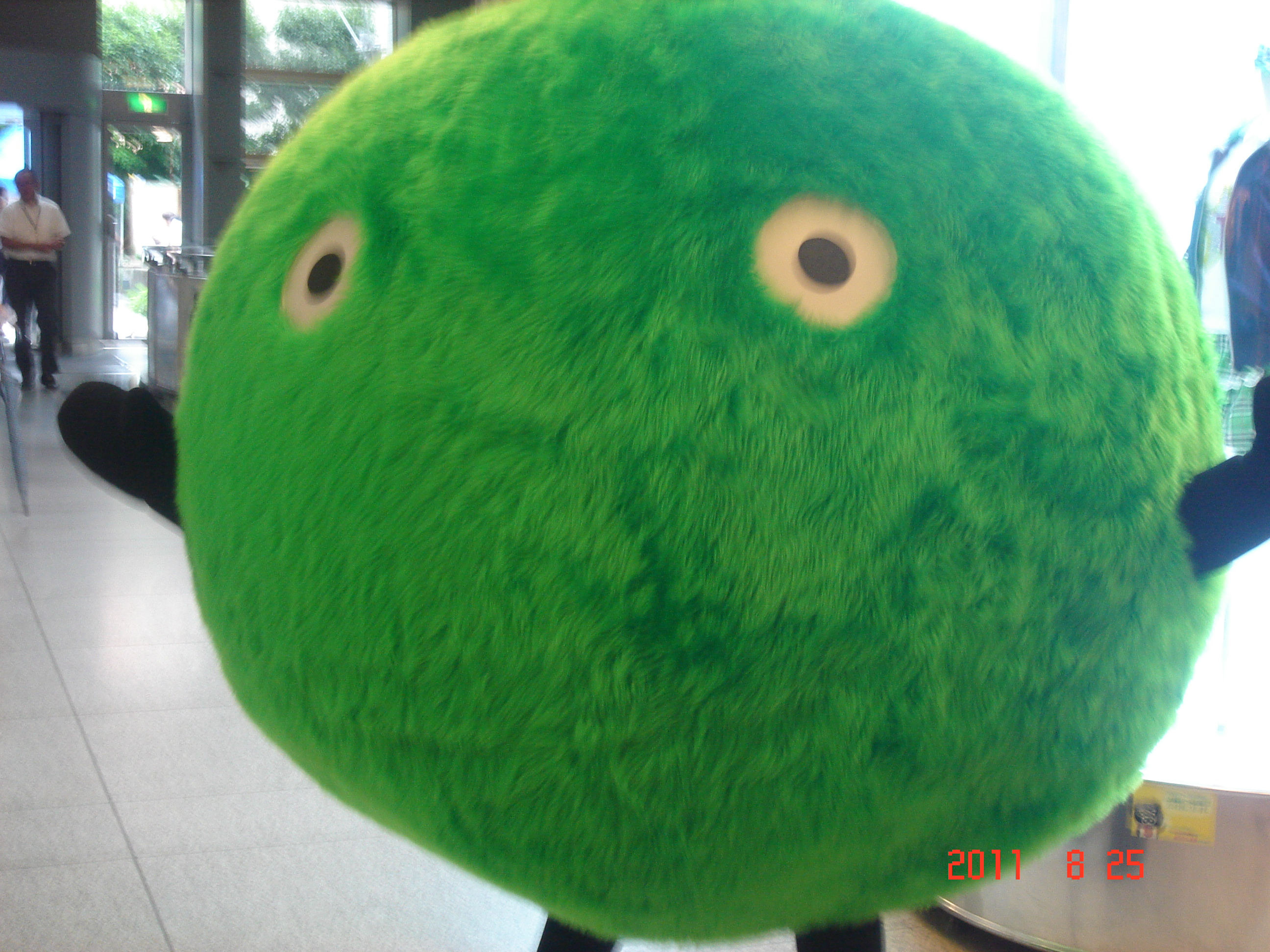
SUUMOのマスコットキャラクター・スーモ

- アントレ
- 赤すぐ
- エイビーロード
- eyeco

### 過去に発行していたフリーペーパー
- タウンワーク（1998年11月創刊、2025年3月休刊） - 無料の地域密着型求人誌。毎週月曜日発行。全国89版。
- SUUMO ○○の注文住宅《別名：SUUMO注文住宅 ○○で家を建てる》（2016年創刊、2025年2月休刊） - 注文住宅を建てる方向けの情報誌。類似の市販誌とは別
- SUUMOマガジン（2025年3月休刊） - 地域限定型の住宅情報誌。1976年に創刊した市販誌『住宅情報』が前身。後に『住宅情報エリア版』、『住宅情報タウンズ』を経て、2009年より『SUUMOマガジン』に名称変更。
- SUUMO新築マンション（2025年3月休刊） - 旧・住宅情報マンションズ、新築マンションを買いたい人のための情報誌。1976年に創刊した市販誌『住宅情報』が前身。後に『住宅情報マンションズ』を経て、2009年より『SUUMO新築マンション』に名称変更。
- R25
- ホットペッパー - 無料クーポン誌（主に女性向け）

## 不祥事
- 1988年に政財界を巻き込む一大不祥事であるリクルート事件を起こした。

- 2009年3月、リクルート社員（当時29歳）が、くも膜下出血で死亡したのは過労が原因として、社員の両親が国に労災認定するよう求めた訴訟の判決が東京地方裁判所であり、裁判では死亡と過労の因果関係を認め、国の不認定処分の取り消しを命じた。社員の死亡前半年の残業時間は毎月80時間以上だったが、裁判では残業時間について「過少申告している可能性がある」と指摘。休日出勤していたことや、仕事を自宅に持ち帰っていたことなども総合的に考慮して過労死と結論付け、労災認定しなかった国の処分を違法とする判断を下した。
- 2007年、アルバイトやパートタイマーなどの雇用形態で働く「フリーター」や仕事に就いていない「ニート」と呼ばれる若者を対象とした、経済産業省所管の就業支援事業『ジョブカフェ』において、同省からの孫請けで事業を行っていたリクルートなどの3社が、スタッフ1日当たりの人件費として50,000円〜120,000円もの極めて高額な賃金を計上していることが発覚した[33][34][35]。この問題は当時の野党議員が国会でも厳しく追及し、同社の“ニート利権”が問題視された[36]。
- 2004年5月、リクルート出身者が在職時に所有していた自社の持ち株を同社に売却した際の売却益の集団脱税が朝日新聞他、新聞各紙で伝えられる。
- 2019年、子会社のリクルートキャリアで、「内定辞退率」などの個人情報を学生に隠蔽して販売したことが発覚し、政府の個人情報保護委員会より行政処分を受けた。
- 2023年6月5日、学生向けオンラインセミナーにて社員が参加学生を装って質問を投げかけていたことや、学生に対し不適切な発言をしたなどといった「サクラ」行為が発覚し、謝罪を行った[37]。
- 2023年9月4日、元リクルートグループ社員が就活生ら10人に暴行、懲役25年の判決を言い渡された。就職活動の相談に乗っていた女子大学生や友人ら女性10人に対し、睡眠薬を混入した飲料を飲ませて抵抗できない状態にし、ホテルや自宅でわいせつ行為をするなどした[38]。
- 2024年10月31日、リクルート社員の男2人が知人女性に睡眠薬を飲ませてホテルに連れ込み、わいせつな行為をしたとして逮捕された[39]。

## 出身の著名人
※スポーツ選手および指導者に関しては、#企業スポーツを参照。
- 有馬晴海（政治評論家）
- 荒野広治（モテ期プロデューサー）
- 石山洸（エクサウィザーズ代表取締役社長、Forbes日本の起業家ランキング2位）
- 伊藤孝恵（参議院議員）
- 井上高志（LIFULL創業者）
- 今村岳司（前西宮市長、元西宮市議会議員）
- 宇野康秀（USEN-NEXT HOLDINGS代表取締役社長CEO、インテリジェンス創業者）
- 江幡哲也（オールアバウト創業者・代表取締役社長兼CEO）
- 垣根涼介（小説家。代表作:『君たちに明日はない』）
- 加藤公一（元衆議院議員）
- KEN THE 390（ヒップホップMC）
- 高塚猛（元福岡ダイエーホークス代表取締役社長・オーナー代行）
- 近藤麻理恵（片づけコンサルタント）
- 斎藤由多加（ゲームクリエイター。代表作:『シーマン』）
- 佐藤二朗（俳優、脚本家。入社日に退社）
- 坂本健（メディアファクトリー元代表取締役社長、ローソンHMVエンタテイメント元代表取締役社長）
- 島津英樹（スカラ創業者）
- 新藤加菜（政治活動家、動画配信者、ネットアイドル）
- 杉本哲哉（マクロミル創業者）
- 辻清人（衆議院議員）
- 鶴宏明（ポケモン代表取締役、プロデューサー）
- 中村利江（出前館元代表取締役社長）
- 経沢香保子（トレンダーズ創業者）
- 富田直人（イノベーション創業者）
- 永谷亜矢子（東京ガールズコレクション発起人、元チーフプロデューサー）
- 根本幸典（衆議院議員、元豊橋市議会議員）
- 藤原和博（元杉並区立和田中学校校長。東京都初の民間人中学校長）
- 枡野浩一（歌人）
- 松永真理（NTTドコモ「iモード」企画開発者）
- 三宅洋平（音楽家・政治活動家・社会活動家）
- 村井満（現日本プロサッカーリーグ理事長）
- 森下佳子（脚本家。代表作:『ごちそうさん』）
- 芳原世幸（メディアファクトリー元代表取締役社長、KADOKAWA元専務。2020年東京オリンピックを巡る汚職事件で逮捕）
- 吉村美栄子（山形県知事）
- 森島武芳（矢板市長、元矢板市議会議員）

## 企業スポーツ
- 陸上部
  - 監督として小出義雄、選手として志水見千子、鈴木博美、有森裕子、高橋尚子らが在籍した
- アメフト部 - オービックシーガルズを参照
  - 1983年から1999年にかけてアメフト部として、クラブ化後は2002年にかけてメインスポンサー活動
- 硬式野球部（社会人野球） - ローソン硬式野球部を参照
  - 1989年から1995年にかけて活動。チーム解散後、スタッフと選手はローソン硬式野球部に引き継がれた

## かつてのグループ企業
- 株式会社リクルートビルマネジメント（現・株式会社ザイマックス） - 2000年1月MBOにより、リクルートグループから独立
- 株式会社岩手ホテルアンドリゾート - 2003年3月加森観光に全株式を譲渡。
- 株式会社リクルートコスモス （現・株式会社コスモスイニシア） - 2005年6月MBOにより、リクルートグループから独立
- 株式会社リクルートビジュアルコミュニケーションズ（後の株式会社ジュピタービジュアルコミュニケーションズ） - 2007年株式会社ジュピターテレコムに全株式を譲渡[40]。
- 株式会社ネクスウェイ - 2008年7月インテックに全株式を譲渡。
- 株式会社メディアファクトリー - 2011年11月角川グループホールディングス（現・KADOKAWA）に全株式を譲渡。2013年10月に吸収合併され、同社のブランドに。
- 株式会社オールアバウト - 2011年12月大日本印刷に一部株式を譲渡。
- 株式会社リクルートファクトリーパートナーズ（後の株式会社OSパートナーズ） - 2016年8月アウトソーシングに全株式を譲渡。
- 株式会社ゆこゆこ - 2016年8月ユニゾン・キャピタル、福岡キャピタルパートナーズ、静岡キャピタル、電通が共同出資するゆこゆこホールディングスに全株式を譲渡。
- 株式会社Media Shakers - 2017年5月1日に全株式をサイバーエージェントに譲渡。
- 株式会社リクルートフォレントインシュア（現・オリコフォレントインシュア） - 2017年10月に全株式をオリエントコーポレーションに譲渡。
- MOVOTO LLC - 2017年12月に堀口雄二に譲渡
- Travel Book Philippines,Inc. - 2018年にJet Tech Innovation Ventures Pte.Ltd.に譲渡
- PT.Go Online Destinations - 2018年にJet Tech Innovation Ventures Pte.Ltd.に譲渡
- MyTour Vietnam Company Limited - 2018年にJet Tech Innovation Ventures Pte.Ltd.に譲渡
- ユメックス株式会社 - 2018年7月に持株会社ユメックスHDの全株式をアスパラントグループが運営するAG2号投資事業有限責任組合に譲渡[41]。
- 株式会社アントレ - 2019年2月にアント・キャピタル・パートナーズが運営するアント・カタライザー2号投資事業有限責任組合に譲渡[42]。
- Hotspring Ventures Limited - 2020年6月に売却
- 株式会社リクルートファイナンスパートナーズ（現・NTSファイナンスパートナーズ株式会社） - 2021年9月NTSコンサルティング株式会社に譲渡
- Trustyou GmbH - 2023年にMBOより独立

## テレビ番組
- 日経スペシャル ガイアの夜明け フリーペーパー協奏曲～拡大する“0円雑誌”の仕掛け人たち～（2006年11月21日、テレビ東京）[43] - “0円雑誌”の舞台裏を取材。
- 日経スペシャル カンブリア宮殿（テレビ東京）
  - 年商2兆8000億円リクルートを徹底解剖（2022年9月22日）- リクルートホールディングス 社長 出木場久征出演[44][45]。
  - リクルート第2弾時代の激流に勝つ!2兆円企業の神髄（2022年9月29日）- リクルートホールディングス 社長 出木場久征出演[46][47]。